# Вознесенський монастир (Вінниця)
Вінницький Свято-Вознесенський монастир — духовний та культурний центр Поділля[джерело?].

## Історія
Відносно дати заснування обителі існує кілька версій. За однією монастир було засновано у 1616 році, а преосвященний Амвросій у своїй книзі: «Історія руської ієрархії» вказує на листопад 1631. Так само розглядається кілька варіантів розташування самої обителі. За першою на території сучасної СЗОШ № 3 м.Вінниця, за другою — територія сучасного кіноконцертного залу «Росія». Згідно з дослідженнями Л. П. Громової та А. Б. Пономаренко, опублікованими у праці «Нариси історії Поділля», під час будівництва кіноконцертного залу «Росія» у 60-х роках на цьому місці було розкопано велике монастирське кладовище.

## Братство і колегіум

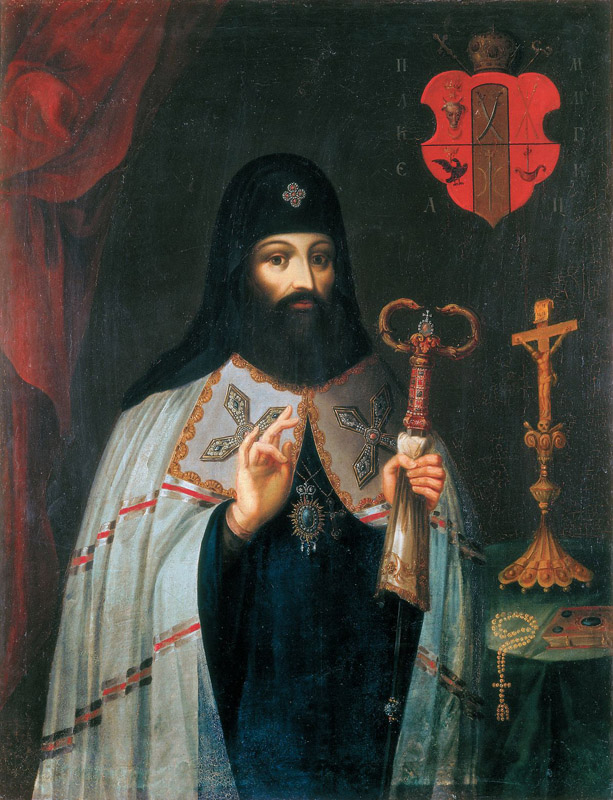
Святитель Петро Могила. Засновник Вінницького православного братського колегіуму.

Як відомо, для періоду XVII ст. характерна поява православних братств та духовних шкіл на території України. Так само у Вінницькому Вознесенському монастирі існувала братська школа, на базі якої стараннями святителя Петра Могили було відкрито першу філію Києво-Могилянської академії — Вінницький православний братський колегіум.
Основним напрямком роботи навчального закладу була підготовка священнослужителів та церковних вчителів. Для викладання дисциплін сюди були запрошені найкращі викладачі Київської Лаврської школи. До наших часів дійшли імена деяких з них: Афанасій Кальнофойський — чернець Києво-Печерської лаври, сподвижник Петра Могили, який викладав у колегіумі в період з 1632 по 1639. Саме за час перебування у нашому місті він написав книгу, що стала видатною пам'яткою церковної історії: «Тератургіма, або чудеса, що були як у самій чудотворній Печерській церкві, так і в обох святих печерах …». До неї увійшли: 30 поетичних епітафій відомим людям, похованим у Києво-Печерській Лаврі, описи 64 чуд, що сталися в Лаврі з 1594 по 1638 рік. У монографії автором було використано записи, як самого Петра Могили, так і ченців монастиря, що свідчать про святість Православної Церкви. Книга крім опису чудес мала богословський характер, спрямований проти греко-католицизму, тому була написана польською мовою[прояснити]. У 1638 році «Тератургіма» була видана в Лаврській друкарні з благословення митрополита Петра.
Вже в XIX столітті книга стала рідкістю і дійшла до нас в копіях. Стараннями отця Афанасія у Вінницькому монастирі в 1638 році була написана ще одна книга — «Парергон чудеса з образу Пресвятої Богородиці в Купятницькому монастирі».
Разом з отцем Афанасієм з 1632 по 1638 рік у православному колегіумі викладав Софроній Почаський, який закінчив Київську братську школу. Автор посвячення Петру Могилі «Евхарістіон або подяку …», піднесений митрополиту на Великдень 1632 року.
У навчанні студентів брали участь ченці монастиря. Одним з них в 1635 році на прохання Михайла Кропивницького, Брацлавського підсудка (писаря), для боротьби з наслідками унії польською мовою було написано рукопис під заголовком: «Показання Церкви істинної». Рукопис був зачитаний на зборах колегіуму 8 червня 1638. Це був катехізис, що викладає істинність Православної Церкви людям, на яких вплинула католицька агітація.
Викладання у колегіумі проводилось за ширшою програмою, ніж цього дозволяла Польська влада, та не обмежувалось лише богословськими дисциплінами. Тут також навчали співу з нот та грі на музичних інструментах.
Лише за сім років свого існування при монастирі, православний колегіум на такий високий рівень, що почав складати суттєву конкуренцію єзуїтському колегіуму, що знаходився поряд. у стані війни з католицькими монахами і студентами. Достатньо частими були сутички, які призводили до кулачних боїв між студентами навчальних закладів, які відбувалися на міському ринку. Єзуїти вимагали у польської влади закрити монастир, що й врешті-решт і призвело до перенесення у 1639 році Петром Могилою в Гощу — садибу своєї родички, поміщиці Раїси Саломорецької, на Волині.

## Оборона м. Вінниці у 1651 р.

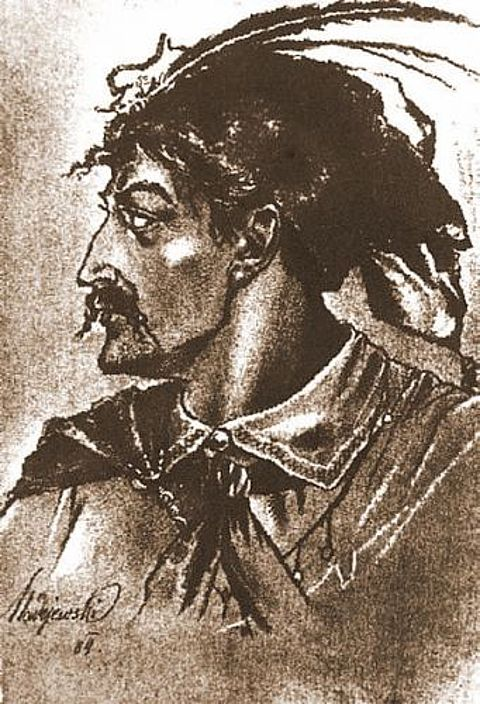
Іван Богун. Обороняв Вінницю у 1651 році.

Серед декількох версій перебігу подій березня 1651 року у Вінниці існує й гіпотеза з приводу того, що Іван Богун під час так званого «вінницького льодового побоїща» разом з своїм військом облаштувався у Вознесенському монастирі.
11 березня до міста підійшов дванадцятитисячний авангард польського війська під командуванням коронного гетьмана Марціна Калиновського. Три тисячі козаків під керівництвом Івана Богуна зміцнилися у Вознесенському монастирі. Війська протилежних сторін знаходились по обидва береги Бугу. Козаки зробили вигляд, що почали відступати в сторону міста. Тоді ж польське військо кинулось в атаку і натрапило на заздалегідь проробленні ополонки, притрушені сіном і соломою. В цей же момент козацьке військо кинулося до річки і розпочало контратаку. Завдяки цьому, польське військо зазнало великих втрат. Розпочалася багатоденна облога монастиря. Але по молитвам ченців і мужністю козаків багаторазові штурми ні до чого не привели. Незабаром на допомогу обложеним Богдан Хмельницький послав Уманський і Полтавський полки. Поляки в паніці стали відступати, але козаки наздогнали їх в Якушенецькому лісі та знищили.

## Унійний період
У першій чверті XVIII ст. Вознесенський монастир став василіянським та був перенесений у село Вінницькі Хутори.
Збереглися відомості, що в 40-х роках XVIII століття ігуменом монастиря був отець Пахомій Пасецький. Також відомо, що ним було звершено постриг у 1744 році черниці Таїсії Касперський, насельниці Рожецкого монастиря.
У жовтні 1745 р. з ініціативи папи Бенедикта IV, у Дубно на нараді, де зібрались: митрополит Афанасій Шептицький, протоархімандріт Полікарп Мігуневіч та інші чини Василіянського ордена, було ухвалене рішення про оптимізацію малозабезпечених монастирів. Таким чином, монастирі було поділено на три категорії:
1) Монастирі, які можуть існувати частково самі по собі, частково в поєднанні з іншими.
2) Монастирі, які по-бідності фундушу приєднуються до інших заможніших монастирів, але разом з тим можуть існувати як відділення від тих, до яких приєднуються.
3) Монастирі, які по своїй нестачі фундушу зовсім закриваються до тих пір, допоки благочестиві фундатори не забезпечать їх.
З Подільських монастирів до 1-ї категорії «існуючих» були віднесені і зараховані;
Вознесенський монастир було зараховано до третьої категорії, так званих «скасованих» і у 1751 році, за розпорядженням Василіянського греко-католицького ордену закрито.
На місці монастиря залишилась лише церква Св. Георгія, збудована у 1726 році, яка стала прихідською. Храм проіснував до радянських часів і був знищений.

## Пам'ять про монастир та Вознесенські храми м. Вінниці

Храм Святого Вознесіння Господнього, початок XX-го століття.

Через майже 160 років після закриття монастиря на протилежному березі річки Буг, для викладачів і студентів тодішньої учительської семінарії, а також для жителів мікрорайону «Замостя» у 1911 році був побудований храм на честь Вознесіння Господнього. У своїй науковій праці під назвою «Омікрон» тодішній міський голова Микола Васильович Оводов зазначав: «на спогад про цей монастир у 1911 році була освячена на честь Вознесіння Христового нещодавно збудована церква у Вінниці, на Замості, на розі Олександрівської та Вознесенської вулиць»'. Автором проекту став міський архітектор Григорій Артинов. Церква знаходилася на розі нинішнього проспекту Коцюбинського та вул 50-річчя Перемоги.
Богослужіння у цьому храмі супроводжувалися співом хору із самих студентів учительської семінарії. З архівних документів дізнаємось, що керівництво учительської семінарії приділяло велику увагу духовному рівню свої вихованців.
У 1929 році радянська атеїстична влада ухвалила рішення про закриття храму і перебудову його в кінотеатр.
Починаючи з 30-х років і до Німецько-радянської війни приміщення храму слугувало кінотеатром.
Під час визвольних боїв за Вінницю у березні 1944 р. будівлю храму було пошкоджено авіабомбою та зруйновано, а пізніше, на його місці збудовано житловий будинок.
7 березня 2024 року Священний Синод Православної Церкви України заснував однойменний чоловічий монастир в пам'ять про Вознесенський монастир у Вінниці. Свято-Вознесенський чоловічий монастир буде розташовуватися в селі Іванівка Лука-Мелешківської громади на території колишнього панського маєтку, який в радянський час був розбудований і використовував в якості сільської лікарні. Настоятелем монастиря призначено архімандрита Софронія (Чуприну). 
Перше богослужіння в монастирі відбулося в день престольного свята обителі на Вознесіння 13 червня 2024 року. Богослужіння очолив митрополит Вінницький і Барський Симеон з братією та духовенством єпархії. На богослужіння окрім місцевого населення прийшло багато людей з навколишніх сіл та паломники з Вінниці. В той день митрополит освятив уклінний Хрест на місці майбутнього храму. 